# Magrão (ur. 1974)
Giuliano Tadeo Aranda (ur. 21 lutego 1974) – brazylijski piłkarz występujący na pozycji napastnika.

## Kariera klubowa
Od 1992 do 2004 roku występował w klubach SE Palmeiras, Goiás EC, Coritiba, Verdy Kawasaki, CD Badajoz, Grêmio, Botafogo, São Caetano i Gamba Osaka.